# Governo La Marmora III
Il Governo La Marmora III è stato il settimo esecutivo del Regno d'Italia, il terzo guidato da Alfonso La Marmora. 
Esso, nato in seguito alle dimissioni del governo precedente, è stato in carica dal 31 dicembre 1865 al 20 giugno 1866 (sebbene già dimissionario dal 17 giugno), per un totale di 171 giorni, ovvero 5 mesi e 20 giorni.

## Compagine di governo

### Appartenenza politica
| Partito | Partito                 | Presidente | Ministri | Totale |
| ------- | ----------------------- | ---------- | -------- | ------ |
|         | Militare                | 1          | 2        | 3      |
|         | Destra storica          | -          | 3        | 3      |
|         | Indipendente (politica) | -          | 2        | 2      |

### Provenienza geografica
La provenienza geografica dei membri del Consiglio dei ministri si può così riassumere:
| Regione   | Presidente | Ministri | Totale |
| --------- | ---------- | -------- | ------ |
| Piemonte  | 1          | 3        | 4      |
| Campania  | -          | 2        | 2      |
| Lombardia | -          | 1        | 1      |
| Toscana   | -          | 1        | 1      |

### Situazione parlamentare
NOTA: Ai tempi del Regno d'Italia, poiché secondo lo Statuto Albertino il governo rispondeva nei fatti al solo Re, la fiducia parlamentare in senso moderno non era obbligatoria (ed in tal senso vari sono stati i casi di formazione di un governo palesemente privo di tale supporto). La prassi di determinare la sopravvivenza dell’esecutivo in base al supporto parlamentare, dunque, si è andata sviluppando solo successivamente, specie con l’ascesa dei partiti di massa e con l’introduzione del sistema proporzionale, in tempi molto più tardi rispetto all’unità, ed ufficialmente solo con la Costituzione della Repubblica Italiana. Per questo motivo, il grafico sottostante espone, secondo ricostruzioni e dichiarazioni, nonché secondo la composizione del governo, l’eventuale supporto che questo avrebbe o ha ottenuto.
| Camera              | Collocazione | Partiti                 | Seggi     |
| ------------------- | ------------ | ----------------------- | --------- |
| Camera dei deputati | Maggioranza  | PLC (183), IND (90)     | 273 / 443 |
| Camera dei deputati | Opposizione  | DEM (156), ER-Pd'A (14) | 170 / 443 |

## Composizione
| Carica                                | Titolare                                 | Titolare                                 | Titolare                                   |
| Presidenza del Consiglio dei ministri | Presidenza del Consiglio dei ministri    | Presidenza del Consiglio dei ministri    | Presidenza del Consiglio dei ministri      |
| ------------------------------------- | ---------------------------------------- | ---------------------------------------- | ------------------------------------------ |
| Presidente del Consiglio dei ministri |                                          |                                          | Alfonso La Marmora (Militare)              |
| Ministero                             | Ministri                                 | Ministri                                 | Ministri                                   |
| Affari Esteri                         |                                          |                                          | Alfonso La Marmora (Militare)              |
| Agricoltura, Industria e Commercio    | Domenico Berti (Indipendente) Ad interim | Domenico Berti (Indipendente) Ad interim | Domenico Berti (Indipendente) Ad interim   |
| Lavori Pubblici                       |                                          |                                          | Stefano Jacini (Destra storica)            |
| Interno                               |                                          |                                          | Desiderato Chiaves (Destra storica)        |
| Pubblica Istruzione                   |                                          |                                          | Domenico Berti (Indipendente)              |
| Guerra                                |                                          |                                          | Ignazio De Genova di Pettinengo (Militare) |
| Marina                                |                                          |                                          | Diego Angioletti (Militare)                |
| Finanze                               |                                          |                                          | Antonio Scialoja (Destra storica)          |
| Grazia e Giustizia e Culti            |                                          |                                          | Giovanni De Falco (Indipendente)           |

## Cronologia

### 1865
- 31 dicembre - Dopo lunga e laboriosa crisi durata 12 giorni, è costituito il nuovo governo.

### 1866
- 17 febbraio - Si delinea nella maggioranza parlamentare l'opposizione al progetto Scialoja, soprattutto contro il consolidamento dell'imposta fondiaria e l'aumento del numero delle tasse. In seduta d'oggi, l'on. Domenico Farini combatte le proposte economie sul bilancio della guerra, che in un anno hanno sottratto all'esercito 100.000 uomini. Gli risponde il ministro Di Pettinengo, dichiarando l'esercito sempre in efficienza per qualunque bisogno, e cita queste cifre: 190.000 uomini sotto le armi, 148.000 di milizia mobile, 147.000 di riserva.
- 24 febbraio - Costantino Nigra telegrafa a La Marmora richiamando la sua attenzione sull'opportunità che la rivoluzione accaduta a Bucarest contro il principe Cuza potrebbe porgere all'Italia di sciogliere, con l'aiuto di Napoleone III, la questione veneta mediante uno scambio dei Principati danubiani con il Veneto. Il ministro degli affari esteri risponde questo stesso giorno, telegraficamente, autorizzando Nigra a trattare per ottenere lo scambio.
- 1º marzo - Nigra scrive a La Marmora una lunga lettera particolare e confidenziale a proposito del cambio dei Principati danubiani con il Veneto, per riferirgli un colloquio da lui avuto ieri con l'Imperatore. Dice che, fatte presenti a Napoleone III «le aperture bellicose della Prussia e la rivoluzione dei Principati», prospettò l'opportunità speciale della combinazione «secondo cui la sovranità della Porta sulla Moldavia e sulla Valacchia sarebbe ceduta all'Austria in cambio della Venezia all'Italia, la quale passerebbe alla Porta una indennità da fissarsi». Napoleone III rispose essere meglio (onde prevenire un rifiuto dell'Austria) che il progetto fosse proposto non dall'Italia, ma dalla Francia o dall'Inghilterra, da entrambe...; ma «perché il gabinetto di Vienna si presti ad accettare la proposta, l'Imperatore crede indispensabile che noi spingiamo arditamente la Prussia alla guerra; e ci mettiamo in grado di farla. A questo modo l'Imperatore potrà dire all'Austria, d'accordo con l'Inghilterra: Se voi non accettate, avrete la guerra con l'Italia e con la Prussia, e noi lasceremo fare». Nigra conclude suggerendo a La Marmora di «incoraggiare la Prussia e, se necessario, anche firmare un trattato di alleanza offensiva e difensiva».
- 6 marzo - Nigra telegrafa al ministro degli affari esteri che a Berlino si desidera l'invio segreto d'un ufficiale italiano per trattare la questione militare; un ufficiale superiore prussiano partirà subito per Firenze.
- 8 aprile - Firmato il trattato di alleanza militare tra Italia e Prussia in cui viene in esso stabilito che l'Italia dichiarerebbe guerra all'Austria quando la Prussia avesse preso le armi; che nessuna delle due potenze potrebbe concludere pace o armistizio senza consenso dell'altra, neppure quando l'Austria offrisse all'Italia il Veneto e alla Prussia territori equivalenti; che il trattato sarebbe da considerarsi spirato, se entro 3 mesi dalla data della firma la Prussia non avesse dichiarato guerra all'Austria; che nel caso d'invio di navi austriache nel Baltico, il governo italiano dovrebbe mandare in quel mare un numero sufficiente di navi da guerra per aiutar la flotta prussiana.
- 27 aprile - Il gen. La Marmora con una lettera circolare comunica agli agenti diplomatici all'estero che di fronte agli armamenti austriaci nel Veneto, il governo del Re è venuto nella determinazione di armare a sua volta. Contemporaneamente, senza preventivi accordi con la Prussia, il ministero della guerra emana l'ordine di mobilitazione, chiamando 130.000 uomini delle classi in congedo.
  - Il barone Ricasoli è invitato ad assumere la presidenza del Consiglio e il portafoglio degli affari esteri in sostituzione del gen. La Marmora, che deve essere destinato ad un comando.
- 17 maggio - La Marmora parte per l'armata, lasciando al conte Jacini l'interim degli affari esteri.
- 20 giugno - Quattro giorni dopo la Prussia, anche l'Italia dichiara guerra all'Austria: inizia così la Terza guerra d'indipendenza, che vedrà La Marmora impegnato in prima persona. Indi per cui egli è costretto a dimettersi e il re dà l'incarico di formare il governo a Bettino Ricasoli. Termina formalmente l’esperienza di governo.